# ゴーストリコン デザートシージ
『ゴーストリコン デザートシージ』 (Ghost Recon Desert Siege) は、トム・クランシーシリーズとなるゲームソフトである。ソフトの内容は2009年を舞台に描かれた近未来ミリタリーアクションゲーム。またPS2版のゴーストリコンでは全ミッションをクリアすると追加ミッションとしてデザートシージのミッションがプレイ可能である。

## ストーリー

### A.D. 2009 エリトリア
舞台は2009年のアフリカ東北部。エリトリアとエチオピアの紛争は世界貿易に重要な役割をはたしている紅海の船舶航路を脅かしつつあった。そんな中、着実に進んでいた和平交渉はロシアから横流しされた武器で武装したテスファエ・ウォルデ大佐率いるクーデター軍により白紙に戻され、エチオピアはエリトリアに侵攻を開始。エリトリア政府の要請でゴーストはクーデター軍を壊滅させることとなる。　

### 詳細
ロシアでの戦争からほぼ1年後、エリトリアとエチオピアの古い敵対関係が再燃した。 エチオピア軍のテスファエ・ウォルデ大佐は、資金調達のために武器を安く売っていたロシアの超国家主義者と違法な武器取引に参加していた。 ウォルデ大佐は時間を惜しまず、新たに整備された武器庫を携えてエチオピア政府を転覆させ、1993年に分離独立したエリトリアを取り戻すチャンスをつかむ。 この紛争が紅海の商船航路を脅かすと、事態は国際的な関心を集める。 
この戦闘によって紅海を通るほとんどの海運が停止しているため、アメリカの経済的利益も関係している。 ある事件では、バブ・エル・マンデブの北で、アメリカや他国の貨物船がエチオピア軍によって陸上ロケット砲で攻撃された。
大混乱の中、アメリカ海兵隊の小部隊がアメリカ国民の避難を守るために展開された。 アスマラから人々を避難させる間、海兵隊は進撃するエチオピア軍から銃撃を受ける。 公式の謝罪はなされたが、米国の関与の舞台は整った。
これらすべてが、壊滅的な干ばつと飢饉の再発と重なり、すでにエリトリア政府から国連の介入を求める声が上がっている。 飢饉救済のための国際的な努力は匪賊によって妨害され、これらのグループがエチオピア政府の支援を受けている強力な証拠がある。 人道的危機を回避するため、国際連合の決議が採択され、米国を先頭にした多国籍軍が出動する。
彼らの任務は、エリトリアとの国境を確保し、戦闘を止め、救援隊が飢饉の犠牲者に確実に届くようにすることである。
ゴーストがこの部隊の先頭に立つ。 君らの仕事は、多国籍軍を先導して、侵略軍を自国の国境まで押し戻すのを助けることだ。

## アフリカの角キャンペーン
Mission1　Burning Sands作戦　May 16, 2009 / 03:00 Hours
暗夜に紛れてゴーストはSamhar Awrajaのビーチに展開、最終的に後続上陸部隊のための橋頭堡を確保した。
Mission2　Flame Pillar作戦　May 23, 2009 / 11:00 Hours
エチオピア軍は焦土作戦を行いながら後退している。ゴーストは占拠されているマッサワ近郊にある製油所に向かって突き進み、爆薬を仕掛けている破壊工作部隊を排除し、人質の石油作業員を救出した。
Mission3　Cold Stream作戦　May 29, 2009 / 15:30 Hours
鉄道によるエチオピアの軍需物資補給を寸断すべく、Denakil Awrajaの操車場を破壊したいが高台にSAMランチャーが設置されている。先鋒の一翼を担うゴーストは味方航空機の進路を確保するため、SAMを爆破した。
Mission4　Quiet Angel作戦　June 4, 2009 / 16:00 Hours
国際救援機関がデナキル砂漠西端の難民キャンプに向かう人道支援物資を積んだキャラバンのため、軍に護衛を要請した。ゴーストは4台のトラックに同行、ルート上を進路妨害し、物資略奪を目論むエチオピアの非正規兵たちを排除した。
Mission5　Gamma Dawn作戦　June 11, 2009 / 23:00 Hours
極秘偵察機オーロラがデナキル砂漠に墜落した後、ゴーストは機密保持のために投入された。機体の残骸に爆薬を仕掛け、墜落現場近くの敵前哨基地を殲滅してから脱出した。
Mission6　Spectre Wind作戦　June 16, 2009 / 19:05 Hours
ゴーストは地元軍閥のアシェナフィ・アバテを捕らえ、エチオピア軍が撤退時に残していった地雷原の埋設地図を回収するためにAdi K'eyihに派遣された。
Mission7　Subtle Keep作戦　June 22, 2009 / 18:00 Hours
再編成されたエリトリア軍歩兵の隊列がアスマラからアディグラットまでの南北の主要道路に沿って前進している。Akale Guzay Awrajaで前進する味方を助けるため、ゴーストは敵の道路封鎖を破砕するために投入された。
Mission8　Torn Banner作戦　June 25, 2009 / 11:00 Hours
エチオピア軍の主力は国境の向こう側へと押しやられ、アディスアベバでは亡命政府が実権を取り戻そうとしている。不利な現状打開のためテスファエ・ウォルデ大佐自身が戦場に出た。ゴーストはメレブ・ウェンツ交差点、アディ・クワラ近くの橋を確保し、ウォルデの装甲車を破壊して紛争を終結させた。